# میتار
میتار (به لاتین: Meitar) یک منطقهٔ مسکونی در اسرائیل است که در بیرشبا واقع شده‌است.

## خواهرخوانده
شهر Le Chambon-sur-Lignon خواهرخواندهٔ میتار هست.